# Invicta Fighting Championships
Invicta Fighting Championships, oftest kaldt Invicta FC eller bare Invicta, er et amerikansk MMA-promoterselskab grundlagt i 2012, der har hovedsæde i Missouri, USA. Organisationen skiller sig ud fra andre ved kun at arrangere kampe mellem kvindelige udøvere. Mange af de største kvindelige stjerner inden for MMA, har skabt deres navn i Invicta, blandt andre Cris Cyborg, Amanda Nunes og Rose Namajunas.

## Regler
Invicta's kampe følger de 'Unified Rules of Mixed Martial Arts', og selskabet benytter sig af et traditionel 8-sidet bur.

## Nuværende Invicta-mestre
Invicta, der kun afholder kampe mellem kvindelige kæmpere, har fem vægtklasser fra atomvægt til fjervægt. Kamphistorik er formateret som 'Sejr-Tab-Uafgjort, No Contest'. Den følgende liste er sidst opdateret d. 18. april 2025, efter Invicta FC 61.
| Vægtklasse | Øvre grænse      | Mester             | Kamphistorik | Siden                              | Titelforsvar |
| ---------- | ---------------- | ------------------ | ------------ | ---------------------------------- | ------------ |
| Fjervægt   | 65,8 kg (145 lb) | Ingen              | —            | —                                  | —            |
| Bantamvægt | 61,2 kg (135 lb) | Jennifer Maia      | 23-10-1      | 13. december 2024 (Invicta FC 59)  | 0            |
| Fluevægt   | 56,7 kg (125 lb) | Ingen              | —            | —                                  | —            |
| Stråvægt   | 52,2 kg (115 lb) | Ingen              | —            | —                                  | —            |
| Atomvægt   | 47,6 kg (105 lb) | Elisandra Ferreira | 9-2-0        | 20. september 2024 (Invicta FC 57) | 1            |

## UFC-mestre med Invicta-historik
Den følgende liste er af alle historiens UFC-mestre, der også har kæmpet for Invicta. Kamphistorik er formateret som 'Sejr-Tab-Uafgjort, No Contest'. Listen er sidst opdateret d. 19. februar 2025.
|  | Nuværende mester i UFC |

| Nr. | Kæmper            | UFC-vægtklasse | UFC-titelsejre | Invicta-historik |
| --- | ----------------- | -------------- | -------------- | ---------------- |
| 1   | Carla Esparza     | Stråvægt       | 2              | 3-0-0            |
| 2   | Amanda Nunes      | Bantamvægt     | 8              | 1-1-0            |
| 2   | Amanda Nunes      | Fjervægt       | 3              | 1-1-0            |
| 3   | Rose Namajunas    | Stråvægt       | 4              | 2-1-0            |
| 4   | Cris Cyborg       | Fjervægt       | 3              | 5-0-0            |
| 5   | Alexa Grasso      | Fluevægt       | 1              | 4-0-0            |
| 6   | Raquel Pennington | Bantamvægt     | 1              | 1-2-0            |

- Note 1: UFC-vægtklasse ræpresenterer kun den vægtklasse kæmperen var mester i.
- Note 2: UFC-titelsejre i parentes inkluderer midlertidige titler